# Wang Xiaohong
Pour les articles homonymes, voir Wang.
Dans ce nom chinois, le nom de famille, Wang, précède le nom personnel Xiaohong.
Wang Xiaohong (chinois : 王晓红 ; chinois traditionnel : 王曉紅 ; pinyin : Wáng Xiǎohóng), née le 20 novembre 1968 à Changzhou (Jiangsu), est une ancienne nageuse chinoise spécialiste du papillon.

## Carrière
Lors des Jeux olympiques d'été de 1992 à Barcelone, elle remporte la médaille d'argent sur le 200 m papillon.